# Subrez
Subrez (ukrainisch Зубрець; russisch Зубрец, polnisch Zubrzec) ist ein Dorf im Südwesten der ukrainischen Oblast Ternopil mit etwa 1500 Einwohnern (2001).

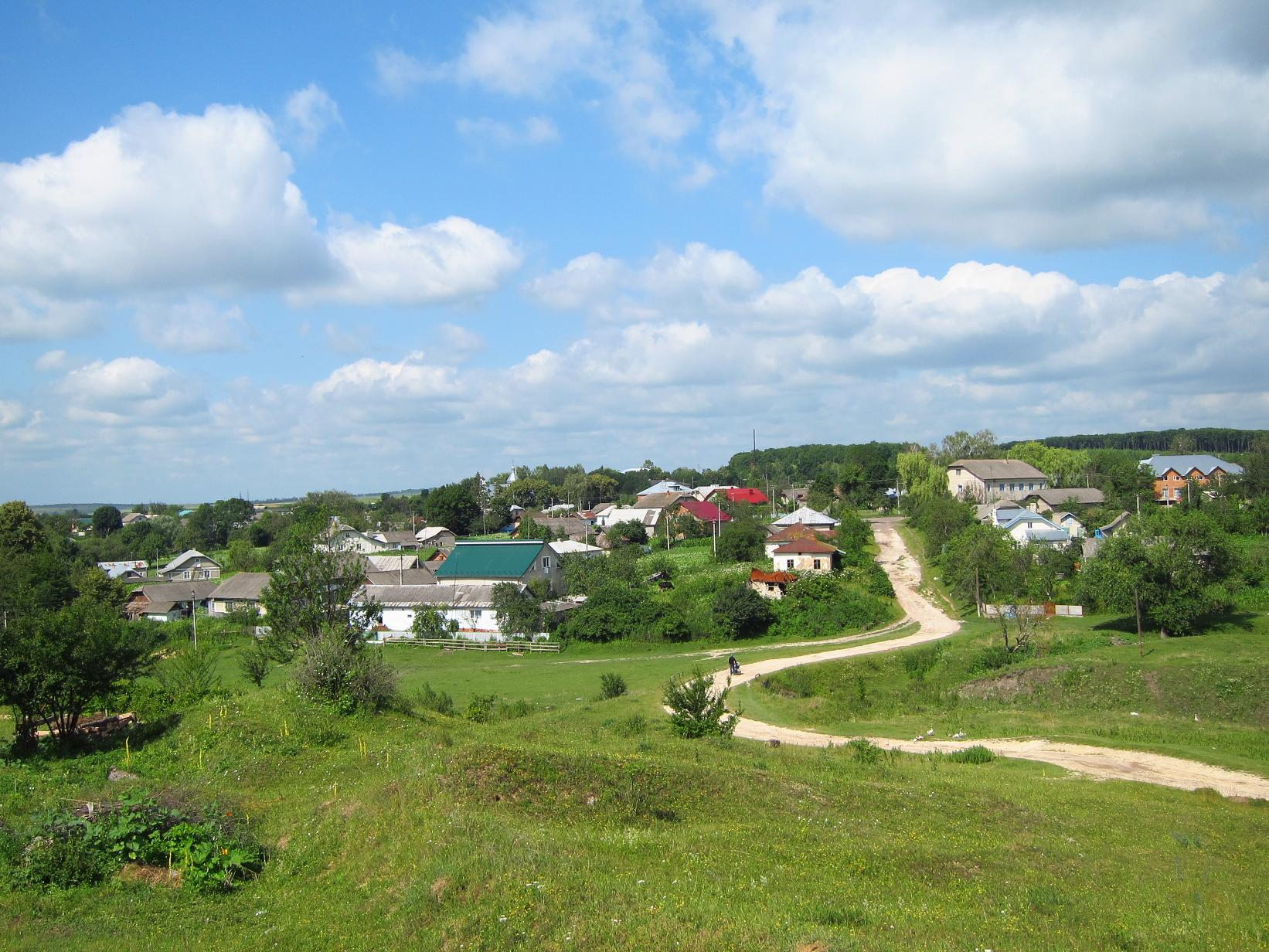
Das Dorf Subrez

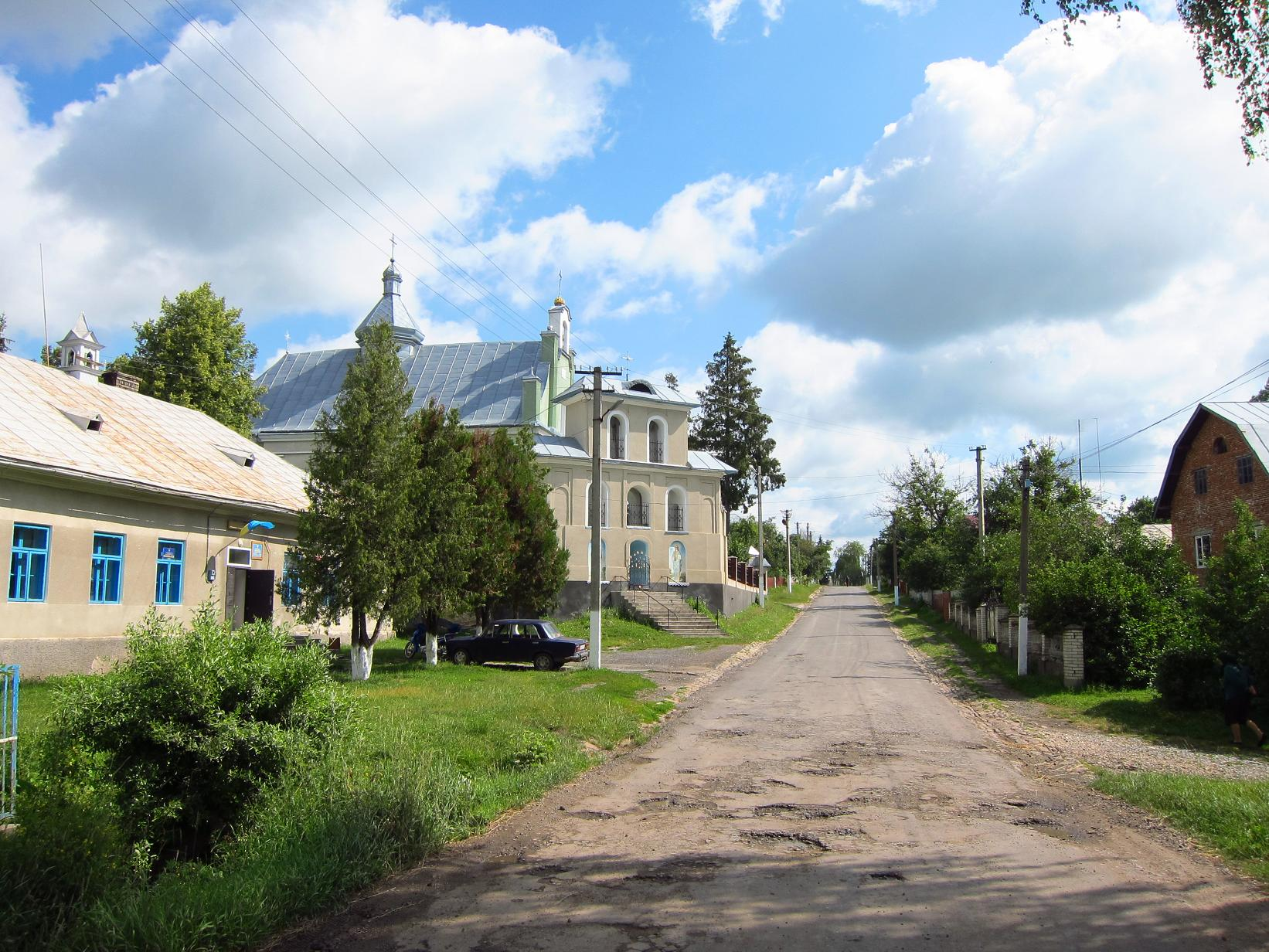
Blick ins Dorf mit der Kirche des Wunders des Erzengels Michael von 1829

Das erstmals 1774 schriftlich erwähnte Dorf liegt auf einer Höhe von 342 m am Ufer des Barysch, eines 38 km langen Nebenflusses des Dnister, 13 km südwestlich vom Gemeindezentrum Butschatsch, 45 km westlich vom Rajonzentrum Tschortkiw und etwa 80 km südwestlich vom Oblastzentrum Ternopil.
Am 12. Juni 2020 wurde das Dorf ein Teil der Stadtgemeinde Butschatsch im Rajon Butschatsch; bis dahin bildete es die Landratsgemeinde Subrez (Зубрецька сільська рада/Subrezka silska rada) im Westen des Rajons Butschatsch.
Am 17. Juli 2020 wurde der Ort Teil des Rajons Tschortkiw.